# Saison 2001-2002 du Montpellier Hérault Sport Club
Maillots
Chronologie
Saison précédente Saison suivante
La saison 2001-2002 du Montpellier Hérault Sport Club a vu le club évoluer en Division 1 après seulement une saison passée en Division 2.
Les palladins effectuent un bon championnat pour leur retour dans l'élite, n'étant jamais en position de relégable, il termine à la 13e place après avoir côtoyé le haut du classement pendant la moitié de la saison.
Éliminé en Coupe de France dès les 1/16e de finale et en Coupe de la Ligue dès son entrée en lice, le club aura consacré l'ensemble de sa saison au maintien en Division 1.

## Déroulement de la saison

### Inter-saison
Après un bref passage en Division 2, les pailladins retrouvent l'élite. Mais en un an, si le "milieu" du football a évolué avec une place de plus en plus importante faite à l'argent, le club a quant à lui choisi le sens contraire, et le budget a été réduit presque de moitié par rapport à l'année de la descente. Dans ce cas là, le seul objectif est bien évidemment le maintien.
Durant cette période les dirigeants font néanmoins une à une bonne affaire en se faisant prêté Aliou Cissé le milieu de Paris SG, et font totalement confiance aux jeunes talents que sont Fodé Mansaré, Habib Bamogo, Guillaume Moullec ou encore Abdoulaye Cissé. Ces jeunes sont tout de même encadrés par les habituels anciens, Pascal Fugier et Franck Silvestre, et par les retours de Bruno Carotti, Jean-Christophe Rouvière ou Serge Blanc. La seule véritable recrue est le brésiliens Roberto de Assis Moreira, le grand frère de Ronaldinho qui brille au Paris SG.
Avant les départs qui auront lieu en cours de saison, plusieurs joueurs quittent le club dès cet inter-saison, Ricardo Nascimento rentre au Portugal, Francis Llacer retourne au Paris SG alors que Cyril Ramond, Michel Rodriguez et Marc-Eric Gueï parte dans des clubs de division 2 pour s'aguerrir.

### Championnat
Après un début de championnat satisfaisant, les pailladins enchainent avec une série de 8 matches sans victoires. Le club flirte alors avec la zone de relégation et débute ainsi une autre série avec les retours de blessures conjugués de Rudy Riou, Franck Silvestre et Serge Blanc, qui durera dix matches malgré le départ d'Olivier Sorlin en Décembre. Les supporteurs croient alors le club sauvé et regardent même vers le haut du tableau, le cinquième place étant très proche. Mais le départ de Toifilou Maoulida à la veille de la fermeture du mercato bloque l'attaque et une nouvelle série s'enclenche, celle de l'inefficacité avec 11 matches sans victoires. Toutefois, une fin de saison intéressante permet à l'équipe d'obtenir une 13e place, loin devant le premier reléguée, ce qui est satisfaisant compte tenu de l'effectif limité et du nombre de jeunes ayant débuté en Division 1. De plus, le club se permet de battre nettement l'Olympique lyonnais (3-0), le futur champion, lors de la 16e journée.

### Coupes nationales
En coupe, les années se suivent et se ressemble avec toujours des tirages délicats. L'Olympique de Marseille élimine les héraultais au Stade Vélodrome lors de la séance de tirs au but dès leurs entrée en lice en Coupe de la Ligue, et l'AS Monaco les sort de justesse au Stade Louis-II (2-1) après un premier tour poussif contre le FC Martigues (3-2 à la Mosson).

## Joueurs et staff

### Transferts
| Été 2001                 |               |                                |                        |                |
| Nom                      | Nationalité   | Transfert                      | Provenance/Destination | Division       |
| Arrivées                 |               |                                |                        |                |
| Thierry Gathuessi        | Cameroun      | Premier contrat pro            |                        |                |
| Serge Blanc              | France        | Transfert                      | Olympique lyonnais     | Division 1     |
| Mansour Assoumani        | France        | Premier contrat pro            |                        |                |
| Bruno Carotti            | France        | Transfert                      | Toulouse FC            | National       |
| Guillaume Moullec        | France        | Premier contrat pro            |                        |                |
| Jean-Christophe Rouvière | France        | Transfert                      | Toulouse FC            | National       |
| Roberto de Assis Moreira | Brésil        | Transfert                      | SC Corinthians         | Brasileirão    |
| Valery Mezague           | Cameroun      | Premier contrat pro            |                        |                |
| Bertrand Robert          | France        | Premier contrat pro            |                        |                |
| Fodé Mansaré             | Guinée        | Premier contrat pro            |                        |                |
| Abdoulaye Cissé          | Burkina Faso  | Premier contrat pro            |                        |                |
| Habib Bamogo             | Burkina Faso  | Premier contrat pro            |                        |                |
| Prêts                    |               |                                |                        |                |
| Aliou Cissé              | Sénégal       | Prêt                           | Paris Saint-Germain    | Division 1     |
| Retours de prêt          |               |                                |                        |                |
| Marc-Eric Gueï           | Côte d'Ivoire | Expiration de la durée de prêt | AS Valence             | National       |
| Départs                  |               |                                |                        |                |
| Ahmed Madouni            | Algérie       | Transfert                      | Borussia Dortmund      | Bundesliga     |
| Ricardo Nascimento       | Portugal      | Transfert                      | Gil Vicente FC         | Liga Sagres    |
| Francis Llacer           | France        | Transfert                      | Paris Saint-Germain    | Division 1     |
| Grégory Carmona          | France        | Transfert                      | AS Valence             | National       |
| Michel Rodriguez         | France        | Transfert                      | Amiens SC              | Division 2     |
| Nicolas Ouédec           | France        | Transfert                      | RAA Louviéroise        | Jupiler League |
| Prêts                    |               |                                |                        |                |
| Marc-Eric Gueï           | Côte d'Ivoire | Prêt                           | AS Beauvais            | Division 2     |
| Cyril Ramond             | France        | Prêt                           | AS Nancy-Lorraine      | Division 2     |

| Hiver 2001-2002   |             |                     |                        |            |
| Nom               | Nationalité | Transfert           | Provenance/Destination | Division   |
| Arrivées          |             |                     |                        |            |
| Jody Viviani      | France      | Premier contrat pro |                        |            |
| Laurent Pionnier  | France      | Premier contrat pro |                        |            |
| Départs           |             |                     |                        |            |
| Olivier Sorlin    | France      | Transfert           | Stade rennais          | Division 1 |
| Toifilou Maoulida | France      | Transfert           | Stade rennais          | Division 1 |

## Rencontres de la saison

### Division 1
|            | Adversaire             | Lieu | Résultat | Buteurs du MHSC                                    | Affluence |
| Journée 1  | Olympique de Marseille | Dom. | 1-1      | Toifilou Maoulida                                  | 29 507    |
| Journée 2  | AS Monaco              | Ext. | 0-0      | -                                                  | -         |
| Journée 3  | FC Metz                | Dom. | 3-0      | Toifilou Maoulida · Olivier Sorlin · Bruno Carotti | 14 028    |
| Journée 4  | Lille OSC              | Ext. | 1-2      | Toifilou Maoulida                                  | -         |
| Journée 5  | FC Sochaux-Montbéliard | Dom. | 0-0      | -                                                  | 12 560    |
| Journée 6  | AJ Auxerre             | Ext. | 0-1      | -                                                  | -         |
| Journée 7  | Stade rennais          | Dom. | 0-0      | -                                                  | 10 143    |
| Journée 8  | Paris Saint-Germain    | Ext. | 0-0      | -                                                  | -         |
| Journée 9  | FC Lorient             | Dom. | 1-3      | Rui Pataca                                         | 8 324     |
| Journée 10 | Girondins de Bordeaux  | Dom. | 0-0      | -                                                  | 13 780    |
| Journée 11 | RC Lens                | Ext. | 0-2      | -                                                  | -         |
| Journée 12 | ES Troyes              | Dom. | 2-0      | (c.s.c.) Carl Tourenne · Pascal Fugier             | 9 270     |
| Journée 13 | CS Sedan               | Ext. | 0-2      | -                                                  | -         |
| Journée 14 | SC Bastia              | Dom. | 2-1      | Fodé Mansaré · Toifilou Maoulida                   | 11 300    |
| Journée 15 | EA Guingamp            | Ext. | 2-2      | Aliou Cissé · Abdoulaye Cissé                      | -         |
| Journée 16 | Olympique lyonnais     | Dom. | 3-0      | Abdoulaye Cissé · Toifilou Maoulida · Habib Bamogo | 15 147    |
| Journée 17 | FC Nantes              | Ext. | 2-1      | Franck Silvestre · Fodé Mansaré                    | -         |
| Journée 18 | AS Monaco              | Dom. | 1-1      | Jean-Christophe Rouvière                           | 17 703    |
| Journée 19 | FC Metz                | Ext. | 0-0      | -                                                  | -         |
| Journée 20 | Lille OSC              | Dom. | 2-0      | Bruno Carotti · (c.s.c.) Johnny Ecker              | 9 920     |
| Journée 21 | FC Sochaux-Montbéliard | Ext. | 1-0      | Cédric Barbosa                                     | -         |
| Journée 22 | AJ Auxerre             | Dom. | 0-0      | -                                                  | 9 861     |
| Journée 23 | Stade rennais          | Ext. | 0-2      | -                                                  | -         |
| Journée 24 | Paris Saint-Germain    | Dom. | 0-0      | -                                                  | 17 731    |
| Journée 25 | FC Lorient             | Ext. | 0-1      | -                                                  | -         |
| Journée 26 | Girondins de Bordeaux  | Ext. | 1-3      | Rui Pataca                                         | -         |
| Journée 27 | RC Lens                | Dom. | 1-2      | Pascal Fugier                                      | 14 767    |
| Journée 28 | ES Troyes              | Ext. | 0-2      | -                                                  | -         |
| Journée 29 | CS Sedan               | Dom. | 0-0      | -                                                  | 9 442     |
| Journée 30 | SC Bastia              | Ext. | 0-3      | -                                                  | -         |
| Journée 31 | EA Guingamp            | Dom. | 2-1      | Bruno Carotti · Cédric Barbosa                     | 12 500    |
| Journée 32 | Olympique lyonnais     | Ext. | 0-0      | -                                                  | -         |
| Journée 33 | FC Nantes              | Dom. | 3-0      | Habib Bamogo · Pascal Fugier · Fodé Mansaré        | 19 658    |
| Journée 34 | Olympique de Marseille | Ext. | 0-1      | -                                                  | -         |

### Coupe de France
| Tour            | Adversaire                | Lieu | Résultat | Buteurs du MHSC                                               |
| 1/32e de finale | FC Martigues (Division 2) | Dom. | 3-2      | Abdoulaye Cissé · Franck Silvestre · Jean-Christophe Rouvière |
| 1/16e de finale | AS Monaco (Division 1)    | Ext. | 1-2      | Abdoulaye Cissé                                               |

### Coupe de la Ligue
| Tour            | Adversaire                          | Lieu | Résultat              | Buteurs du MHSC |
| 1/16e de finale | Olympique de Marseille (Division 1) | Ext. | 0-0 Tirs au but : 3-5 | -               |

## Statistiques

### Statistiques collectives
| Compétition       | Débute au tour  | Place ou tour final | Matches joués | Gagnés | Nuls | Perdus | Buts pour | Buts contre | Différence |
| Division 1        | -               | 13e                 | 34            | 9      | 13   | 12     | 28        | 31          | -3         |
| Coupe de France   | 1/32e de finale | 1/16e de finale     | 2             | 1      | 0    | 1      | 4         | 4           | +0         |
| Coupe de la Ligue | 1/16e de finale | 1/16e de finale     | 1             | 0      | 1    | 0      | 0         | 0           | +0         |
| Total             | -               | -                   | 37            | 10     | 14   | 13     | 32        | 35          | -3         |

### Statistiques individuelles
| Numéro | Nat. | Nom          | Division 1 | Division 1  | Division 1 | Division 1   | Coupe de France | Coupe de France | Coupe de France | Coupe de France | Coupe de la Ligue | Coupe de la Ligue | Coupe de la Ligue | Coupe de la Ligue | Total | Total       | Total  | Total        |
| Numéro | Nat. | Nom          | M.j.       | But inscrit | Averti     | Carton rouge | M.j.            | But inscrit     | Averti          | Carton rouge    | M.j.              | But inscrit       | Averti            | Carton rouge      | M.j.  | But inscrit | Averti | Carton rouge |
| 1      |      | Vercoutre    | 15         | 0           | 2          | 0            | 2               | 0               | 0               | 0               | 1                 | 0                 | 0                 | 0                 | 18    | 0           | 2      | 0            |
| 16     |      | Viviani      | 0          | 0           | 0          | 0            | 0               | 0               | 0               | 0               | 0                 | 0                 | 0                 | 0                 | 0     | 0           | 0      | 0            |
| 22     |      | Riou         | 19         | 0           | 0          | 0            | 0               | 0               | 0               | 0               | 0                 | 0                 | 0                 | 0                 | 19    | 0           | 0      | 0            |
| 30     |      | Pionnier     | 0          | 0           | 0          | 0            | 0               | 0               | 0               | 0               | 0                 | 0                 | 0                 | 0                 | 0     | 0           | 0      | 0            |
| 2      |      | Gathuessi    | 4          | 0           | 0          | 0            | 0               | 0               | 0               | 0               | 0                 | 0                 | 0                 | 0                 | 4     | 0           | 0      | 0            |
| 3      |      | Blanc        | 16         | 0           | 7          | 1            | 0               | 0               | 0               | 0               | 1                 | 0                 | 0                 | 0                 | 17    | 0           | 7      | 1            |
| 4      |      | Silvestre    | 20         | 1           | 6          | 0            | 2               | 1               | 0               | 0               | 0                 | 0                 | 0                 | 0                 | 22    | 2           | 6      | 0            |
| 5      |      | Fugier       | 27         | 3           | 3          | 0            | 2               | 0               | 0               | 0               | 1                 | 0                 | 0                 | 0                 | 30    | 3           | 3      | 0            |
| 6      |      | Dzodic       | 31         | 0           | 9          | 1            | 1               | 0               | 0               | 0               | 1                 | 0                 | 0                 | 0                 | 33    | 0           | 9      | 1            |
| 15     |      | Assoumani    | 2          | 0           | 1          | 0            | 0               | 0               | 0               | 0               | 0                 | 0                 | 0                 | 0                 | 2     | 0           | 1      | 0            |
| 17     |      | Carotti      | 33         | 3           | 8          | 0            | 1               | 0               | 1               | 0               | 1                 | 0                 | 0                 | 0                 | 35    | 3           | 9      | 0            |
| 21     |      | Moullec      | 14         | 0           | 2          | 1            | 1               | 0               | 0               | 0               | 0                 | 0                 | 0                 | 0                 | 15    | 0           | 2      | 1            |
| 23     |      | Tchato       | 23         | 0           | 6          | 1            | 1               | 0               | 0               | 0               | 1                 | 0                 | 0                 | 0                 | 25    | 0           | 6      | 1            |
|        |      | Ramond       | 1          | 0           | 0          | 0            | 0               | 0               | 0               | 0               | 0                 | 0                 | 0                 | 0                 | 1     | 0           | 0      | 0            |
| 31     |      | Decroix      | 0          | 0           | 0          | 0            | 0               | 0               | 0               | 0               | 0                 | 0                 | 0                 | 0                 | 0     | 0           | 0      | 0            |
|        |      | Llacer       | 3          | 0           | 0          | 0            | 0               | 0               | 0               | 0               | 0                 | 0                 | 0                 | 0                 | 3     | 0           | 0      | 0            |
| 8      |      | Belbey       | 11         | 0           | 3          | 1            | 0               | 0               | 0               | 0               | 0                 | 0                 | 0                 | 0                 | 11    | 0           | 3      | 1            |
| 10     |      | Paulo Sérgio | 10         | 0           | 2          | 0            | 0               | 0               | 0               | 0               | 0                 | 0                 | 0                 | 0                 | 10    | 0           | 2      | 0            |
| 14     |      | Barbosa      | 28         | 2           | 5          | 0            | 2               | 0               | 0               | 0               | 1                 | 0                 | 0                 | 0                 | 31    | 2           | 5      | 0            |
| 18     |      | Doumeng      | 24         | 0           | 1          | 0            | 0               | 0               | 0               | 0               | 0                 | 0                 | 0                 | 0                 | 24    | 0           | 1      | 0            |
| 19     |      | Mahouvé      | 0          | 0           | 0          | 0            | 0               | 0               | 0               | 0               | 0                 | 0                 | 0                 | 0                 | 0     | 0           | 0      | 0            |
| 20     |      | Lefèvre      | 7          | 0           | 0          | 0            | 2               | 0               | 0               | 0               | 0                 | 0                 | 0                 | 0                 | 9     | 0           | 0      | 0            |
| 24     |      | Rouvière     | 33         | 1           | 4          | 0            | 1               | 1               | 0               | 0               | 1                 | 0                 | 0                 | 0                 | 35    | 2           | 4      | 0            |
| 25     |      | Assis        | 9          | 0           | 0          | 0            | 1               | 0               | 0               | 0               | 0                 | 0                 | 0                 | 0                 | 10    | 0           | 0      | 0            |
| 28     |      | Cissé        | 17         | 1           | 6          | 1            | 1               | 1               | 0               | 0               | 1                 | 0                 | 0                 | 0                 | 19    | 2           | 6      | 1            |
| 29     |      | Mezague      | 5          | 0           | 0          | 0            | 0               | 0               | 0               | 0               | 0                 | 0                 | 0                 | 0                 | 5     | 0           | 0      | 0            |
| 31     |      | Robert       | 3          | 0           | 0          | 0            | 0               | 0               | 0               | 0               | 0                 | 0                 | 0                 | 0                 | 3     | 0           | 0      | 0            |
| 7      |      | Sorlin       | 13         | 1           | 2          | 0            | 0               | 0               | 0               | 0               | 1                 | 0                 | 0                 | 0                 | 14    | 1           | 2      | 0            |
| 9      |      | Pataca       | 12         | 2           | 2          | 0            | 0               | 0               | 0               | 0               | 0                 | 0                 | 0                 | 0                 | 12    | 2           | 2      | 0            |
| 11     |      | Mansaré      | 29         | 3           | 4          | 0            | 0               | 0               | 0               | 0               | 1                 | 0                 | 0                 | 0                 | 30    | 3           | 4      | 0            |
| 12     |      | Cissé        | 19         | 2           | 0          | 0            | 2               | 1               | 0               | 0               | 1                 | 0                 | 0                 | 0                 | 22    | 3           | 0      | 0            |
| 26     |      | Bamogo       | 20         | 2           | 1          | 0            | 2               | 0               | 1               | 0               | 1                 | 0                 | 0                 | 0                 | 23    | 2           | 2      | 0            |
| 13     |      | Maoulida     | 20         | 5           | 2          | 0            | 2               | 0               | 0               | 0               | 1                 | 0                 | 0                 | 0                 | 23    | 5           | 2      | 0            |

### Autres statistiques
| Meilleurs buteurs \| Joueur \| Total \| \| Toifilou Maoulida \| 5 \| \| Bruno Carotti \| 3 \| \| Fodé Mansaré \| 3 \| \| Pascal Fugier \| 3 \| \| Abdoulaye Cissé \| 2 \| \| Rui Pataca \| 2 \| \| Cédric Barbosa \| 2 \| \| Habib Bamogo \| 2 \| \| Franck Silvestre \| 1 \| \| Jean-Christophe Rouvière \| 1 \| \| Aliou Cissé \| 1 \| \| Olivier Sorlin \| 1 \| | Equipe type de la saison Riou ou Vercoutre Fugier Dzodic Carotti Tchato Barbosa Doumeng Sorlin Maoulida Rouvière Mansaré D'après les temps de jeu à leur poste. |  |
| Joueur | Total |  |
| Toifilou Maoulida | 5 |  |
| Bruno Carotti | 3 |  |
| Fodé Mansaré | 3 |  |
| Pascal Fugier | 3 |  |
| Abdoulaye Cissé | 2 |  |
| Rui Pataca | 2 |  |
| Cédric Barbosa | 2 |  |
| Habib Bamogo | 2 |  |
| Franck Silvestre | 1 |  |
| Jean-Christophe Rouvière | 1 |  |
| Aliou Cissé | 1 |  |
| Olivier Sorlin | 1 |  |

Buts
- Premier but de la saison :   Toifilou Maoulida contre l'Olympique de Marseille lors de la 1re journée de championnat
- Premier doublé :    Abdoulaye Cissé contre l'EA Guingamp lors de la 15e journée de championnat
- Plus grande marge : 3 buts à quatre reprises
- Plus grand nombre de buts dans une rencontre : 5 buts 3-2 face au FC Martigues lors des 1/32e de finale de la coupe de France

Discipline
- Premier carton jaune :  37e Jean-Christophe Rouvière contre l'Olympique de Marseille lors de la 1re journée de championnat
- Premier carton rouge :   78e Omar Belbey contre le FC Sochaux-Montbéliard lors de la 5e journée de championnat
- Plus grand nombre de cartons dans un match : 5  14e, 17e, 67e, 80e et 80e contre l'ES Troyes AC et  28e, 58e et 68e   82e et 82e contre le FC Sochaux-Montbéliard

Affluences
- Meilleure affluence :
  - En championnat : 29 507 spectateurs contre l'Olympique de Marseille, 1re journée
- Plus mauvaise affluence :
  - En championnat : 8 324 spectateurs contre le FC Lorient, 9e journée